# Обидовский, Иван Павлович
Иван Павлович Обидовский (иногда также Обедовский, укр. Іван Павлович Обидовський; 1676—1701) — реестровый казак Левобережной Украины, нежинский полковник (1695—1701), племянник гетмана Мазепы.
Иван Обидовский в качестве наказного гетмана дважды командовал реестровыми казачьими отрядами, воевавшими на стороне Петра I. В 1695 году Обидовский был наказным гетманом казачьего войска, принимавшего участие в походе на Азов против Османской империи. В 1700—1701 годах Обедовский командовал отрядом численностью 12 000 казаков, который принял участие в Великой Северной войне против шведов. Погиб во время боёв против шведов в феврале 1701 года.

## Биография

### Семья и детство
Иван Павлович Обидовский герба Сулима родился в 1676 году в семье Павла Обидовского и Александры Степановны Мазепы — сестры гетмана Ивана Мазепы. Об отце Ивана Обидовского сохранилось мало сведений. Брак Павла Обидовского и Александры Мазепы был непродолжительным. Известно, что Александра Степановна после Павла Обидовского выходила замуж ещё дважды: за шляхтичей Витуславского и Ивана Войнаровского и проживала в Польше. От третьего брака у неё родился ещё один сын, единоутробный брат Ивана Обидовского — Андрей Войнаровский. В 1690 году Александра Степанова вернулась на Левобережную Украину, затем в 1691 году постриглась в монахини и вслед за матерью ушла в Печерский монастырь.
И Иван Обидовский, и его сводный брат Андрей Войнаровский проживали не с матерью, а воспитывались в казачьем войске в Батурине при Иване Мазепе, который, не имея собственных детей, относился к племянникам как к своим наследникам. Когда Обидовскому было 12 лет, в феврале 1689 года в Москве был издан указ о пожаловании его в стольники, что сулило Обидовскому в будущем дворянские привилегии. Этот указ был поощрением гетману Мазепе за услуги московской царице Софье.
Когда Обидовскому исполнилось 13 лет, Иван Мазепа определил племянника в Киево-Могилянскую академию, где он учился с 1689 по 1693 годы. В 1691 году молодой Иван Обидовский в составе делегации академии приезжал в Москву, был принят Петром I, который пожаловал ему имения в Рыльском уезде.

### Азовские походы
В 1695 году, в девятнадцать лет Обидовский по протекции Мазепы получает должность командира полка (Нежинского полковника). Это назначение реестровыми казаками было воспринято неоднозначно. С одной стороны Иван Обидовский не был бездарным протеже своего дяди и заслуживал назначение, а с другой образование Обидовского и, как следствие, «замашки шляхтича» раздражали рядовых казаков. На этой почве у Обидовского началась многолетняя вражда с киевским полковником Константином Мокиевским.
В этом же году Обидовский принял непосредственное участие в боевых действиях, когда его дядя присоединился к русской армии Петра I для участия в азовских походах. В походе 1695 года Иван Мазепа командовал самостоятельной группой казаков, атаковавших турецкую крепость Кызы-Кермень, а Иван Обидовский со своим полком в звании наказного гетмана воевал вместе с русской армией под началом А. М. Головина.

В 1696 году, киевский воевода князь Барятинский получил от стародубского жителя Суслова письмо, в котором тот пишет: «Начальные люди теперь в войске малороссийском все поляки. При Обидовском, племяннике Мазепы, нет ни одного слуги казака. У казаков жалоба великая на гетманов, полковников и сотников, что для искоренения старых казаков, прежние вольности их все отняли, обратили их себе в подданство, земли все по себе разобрали. Из которого села прежде на службу выходило казаков по полтораста, теперь выходит только человек по пяти или по шести. Гетман держит у себя в милости и призрении только полки охотницкие, компанейские и сердюцкие, надеясь на их верность и в этих полках нет ни одного человека природного казака, все поляки…» — С. М. Соловьев — «Исторія Россіи», т. XIV. М 1962, кн. VII, стр. 597-598

### Женитьба
В январе 1698 года Иван Обидовский женился на дочери Василия Кочубея Ганне Кочубей. Этот брак в политическом отношении был выгоден Мазепе, так как укреплял его влияние. Была сыграна пышная свадьба, венчал молодых Стефан Яворский, а Филипп Орлик написал в честь молодожёнов панегирик «Гиппомен Сарматский».
Мазепа планировал сделать гетманскую булаву наследственной привилегией, отменив выборы гетмана казаками и передав свой титул гетмана Войска Запорожского по наследству Ивану Обидовскому. Одновременно Мазепа проводил политику централизации власти, сокращая казацкие вольности. Этот план, направленный в частности на укрепление независимости гетмана в принятии решений от царя, неоднозначно воспринимался среди казацкой старшины, и женитьба Обидовского на дочери одного из наиболее серьёзных противников плана Мазепы была важной политической победой гетмана.

### Великая Северная война и смерть
В 1700 году Пётр I объявил Швеции войну и выступил с русскими войсками в направлении Нарвы. Русский царь планировал возвратить Эстляндию (совр. Эстонию) и Ингерманландию, которые в то время принадлежали шведам. В конце лета Мазепа получил от командующего русской армией А. М. Головина приказы о направлении двух казачьих отрядов — одного на помощь полякам, воевавших против шведов вместе с Русским царством в составе Северного союза, а другого на помощь русской армии в Ингерманландию к Нарве[уточнить].
Мазепа назначил Ивана Обидовского наказным гетманом второго отряда, который включал в себя по разным данным от 11 000 до 12 000 казаков. В отряд Обидовского входили Нежинский полк, Киевский полк, Черниговский полк, Полтавский полк, Стародубский полк, Миргородский полк, Прилукский полк, а также сердюки и компанейцы. А. М. Головин несколько раз менял сроки выхода казачьих отрядов, в результате чего отряд Обидовского не успел к битве при Нарве, которая закончилась тяжёлым поражением русских войск. По царскому приказу 28 ноября (9 декабря) 1700 года отряд Обидовского расположился в Пскове, Гдове и Печорском монастыре, откуда казакам было поручено «ходить за рубеж непрестанно и чинить для прокормления себе загоны и воинской промысл над неприятельскими жилищам»[уточнить].
В течение следующих нескольких месяцев казаки под предводительством Обидовского совершали успешные вылазки против шведов в Эстляндии, атакуя небольшие отряды неприятеля. Казаки одержали ряд побед над шведами близ Дерпта, Нейгаузена, Мариенберга и Сиренска. В связи с деятельностью отряда Обидовского шведский король Карл XII был вынужден рассредоточить свои войска в Прибалтике, что было на руку Петру I. В конце декабре 1700 года шведы предприняли попытку выбить казаков из Гдова, однако проведя разведку укреплений города и численности казацкого войска не решились его штурмовать[уточнить].
Во время этого военного похода, в феврале 1701 года Обидовский погиб. Данные о причинах его смерти противоречивы — по одним данным он скончался от ран, полученных в бою, по другим от простуды. Украинский историк Сергей Павленко предполагает, что Иван Обидовский, будучи тяжело больным, вынужден был участвовать в сражениях из-за продолжающегося противостояния с киевским полковником Константином Мокиевским, который ревниво относился к выдвижению племянника Мазепы и был недоволен тем, что им командовал более молодой и менее опытный Обидовский[уточнить].
Тело Обидовского было привезено в Малороссию, он был похоронен в Киево-Печерской лавре[уточнить].

## Последствия смерти Обидовского
Иван Мазепа получил известие о смерти своего племянника 11 февраля (22 февраля) 1701 года. Вместе с Обидовским погибли планы украинского гетмана передать Обидовскому свою булаву, и Мазепа спроецировал свои планы по учреждению украинской монархии на своего младшего племянника Андрея Войнаровского.
Желая утешить Мазепу, Пётр I передал вдове Обидовского пять сёл Рыльского уезда, обещаных погибшему полковнику.
Василий Кочубей, не связанный более родственными узами с Мазепой, в 1706 году донесёт Петру I o планах Мазепы учредить Украинскую монархию и отделить Украину от Русского царства. Пётр I, однако, выдаст Василия Кочубея Мазепе, и тот будет казнён.

## Наследие
Иван Обидовский упоминается в исторической повести Е. В. Аладьина «Кочубей».
Известно, что у Обидовского вырос сын Иван Иванович Обидовский, который в 1722—1723 году учился во Вроцлаве, а затем вернулся в Малороссию. Он пытался получить в распоряжение часть имущества погибшего отца, но безуспешно, в связи с гоненениями на «мазепинцев».